# Кристин, Станислав Сергеевич
Станисла́в Серге́евич Кри́стин (укр. Владислав Сергійович Кристін; 5 сентября 2001, Боратин) — украинский футболист, полузащитник клуба «Эпицентр».
Брат-близнец — Владислав, также профессиональный футболист.

## Биография
Футболом начал заниматься в детских школах «Азовсталь-2», донецкого «Шахтёра», «Волынь» и «Адреналин» (Луцк).
На профессиональном уровне начал выступать за «Волынь-2» во Второй лиге Украины, где провёл 21 матч. В основном составе луцкой «Волыни» дебютировал в 2019 году против тернопольской «Нивы», сыграв 10 игр в Первой лиге.
С 2022 года выступает за «Эпицентр».